# Александра Дулић
Александра Дулић (1973, Београд) српско-канадска  је сликарка, аниматорка, медијска уметница, научница, ванредна професорка креативних студија на Универзитету у Британској Колумбији, гостујућа професорка на Универзитету уметности у Београду и директорка Центра за културу и технологију.

## Биографија
Рођена је 1973. године у Београду где је дипломирала на Универзитету уметности 1998, магистрирала је 2000. и докторирала је интерактивну уметност и технологију на Универзитета Сајмон Фрејзер у Британској Колумбији 2006. Истражује и бави се компјутерском поетиком, медијским перформансом, ситуираним медијима у стварању интерактивних аудиовизуелних инсталација и перформанса.
Њени филмови, анимирани медијски перформанси, интерактивне компјутерске инсталације, софтверски алати за интерактивну анимацију, као и интердисциплинарна сарадња са композиторима и уметницима у различитим дисциплинама као што су музика, плес, позориште, поезија, игра сенки су представљени на изложбама, фестивалима, конференцијама и телевизијама широм Европе, Азије и Северне Америке.
Активна је као кустос, писац и едукатор у области дигиталних медија. Међу њеним радовима су Thousand drops… refracted glances 2008. године у сарадња са Кенетом Њубијем и Мартином Готфритом и Transience 2010—11. у сарадњи са Кенетом Њубијем.